# Qiaojiang
Qiaojiang är en ort i Kina. Den ligger i provinsen Hunan, i den södra delen av landet, omkring 230 kilometer väster om provinshuvudstaden Changsha.
Runt Qiaojiang är det tätbefolkat, med 331 invånare per kvadratkilometer. Närmaste större samhälle är Guanyinge, 9,0 km nordväst om Qiaojiang. I omgivningarna runt Qiaojiang växer i huvudsak blandskog.
Genomsnittlig årsnederbörd är 1 921 millimeter. Den regnigaste månaden är maj, med i genomsnitt 308 mm nederbörd, och den torraste är december, med 52 mm nederbörd.